# ميثاق لندن
كان ميثاق المحكمة العسكرية الدولية - ملحق باتفاقية مقاضاة ومعاقبة كبار مجرمي الحرب في المحور الأوروبي (يشار إليها عادةً باسم ميثاق نورمبرغ أو ميثاق لندن ) هو المرسوم الذي أصدرته اللجنة الاستشارية الأوروبية في 8 أغسطس 1945 التي وضعت القواعد والإجراءات التي من المقرر أن تجري محاكمات نورمبرغ.
ينص الميثاق على أنه يمكن محاكمة جرائم دول المحور الأوروبي. تم تعريف ثلاث فئات من الجرائم: الجرائم ضد السلام، وجرائم الحرب، والجرائم ضد الإنسانية. كما ذكرت المادة 8 من الميثاق أن شغل منصب رسمي ليس دفاعًا عن جرائم الحرب. لا يمكن النظر في الطاعة للأوامر إلا في تخفيف العقوبة إذا قررت المحكمة أن العدالة مطلوبة.
كان الميثاق وتعريفه للجرائم ضد السلام أساس القانون الفنلندي، الذي أقره البرلمان الفنلندي في 11 سبتمبر 1945، والذي مكن من محاكمة المسؤولين عن الحرب في فنلندا.
تم توقيع اتفاقية مقاضاة ومعاقبة كبار مجرمي الحرب في المحور الأوروبي والميثاق المرفق رسمياً من قبل فرنسا والاتحاد السوفيتي والمملكة المتحدة والولايات المتحدة في 8 أغسطس 1945. تم التصديق على الاتفاقية والميثاق من قبل 20 دولة أخرى من الحلفاء.